# سعيدة جونبا
سعيدة جونبا كانوسوفنا (بالجورجية: საიდა გუმბა) هي مُتسابقة مُتقاعدة من سباقات المضمار والميدان، وُلدت في 30 أغسطس 1959 في مدينة سوخومي في أبخازيا.
كانت سعيدة تشارك بشكل أساسي في سباقات رمي الرمح، وقد مَثلت الاتحاد السوفيتي في الألعاب الأولمبية الصيفية عام 1980 والتي عقدت في موسكو، حيثُ حصلت على الميدالية الفضية في مسابقة رمي الرمح للسيدات.

## روابط خارجية
- سعيدة جونبا على موقع الاتحاد الدولي لألعاب القوى (الإنجليزية)
- سعيدة جونبا على موقع اللجنة الأولمبية الدولية (الإنجليزية)
- سعيدة جونبا على موقع أوليمبيديا (الإنجليزية)